# Soni Sumarsono
Soni Sumarsono, né le 22 février 1959, est un politicien indonésien, gouverneur du Sulawesi du Nord de 2015 à 2016, gouverneur de Jakarta de mars à avril 2017, gouverneur du Sulawesi du Sud d'avril à septembre 2018.